# Conjunto Ferroviário de Campo Grande

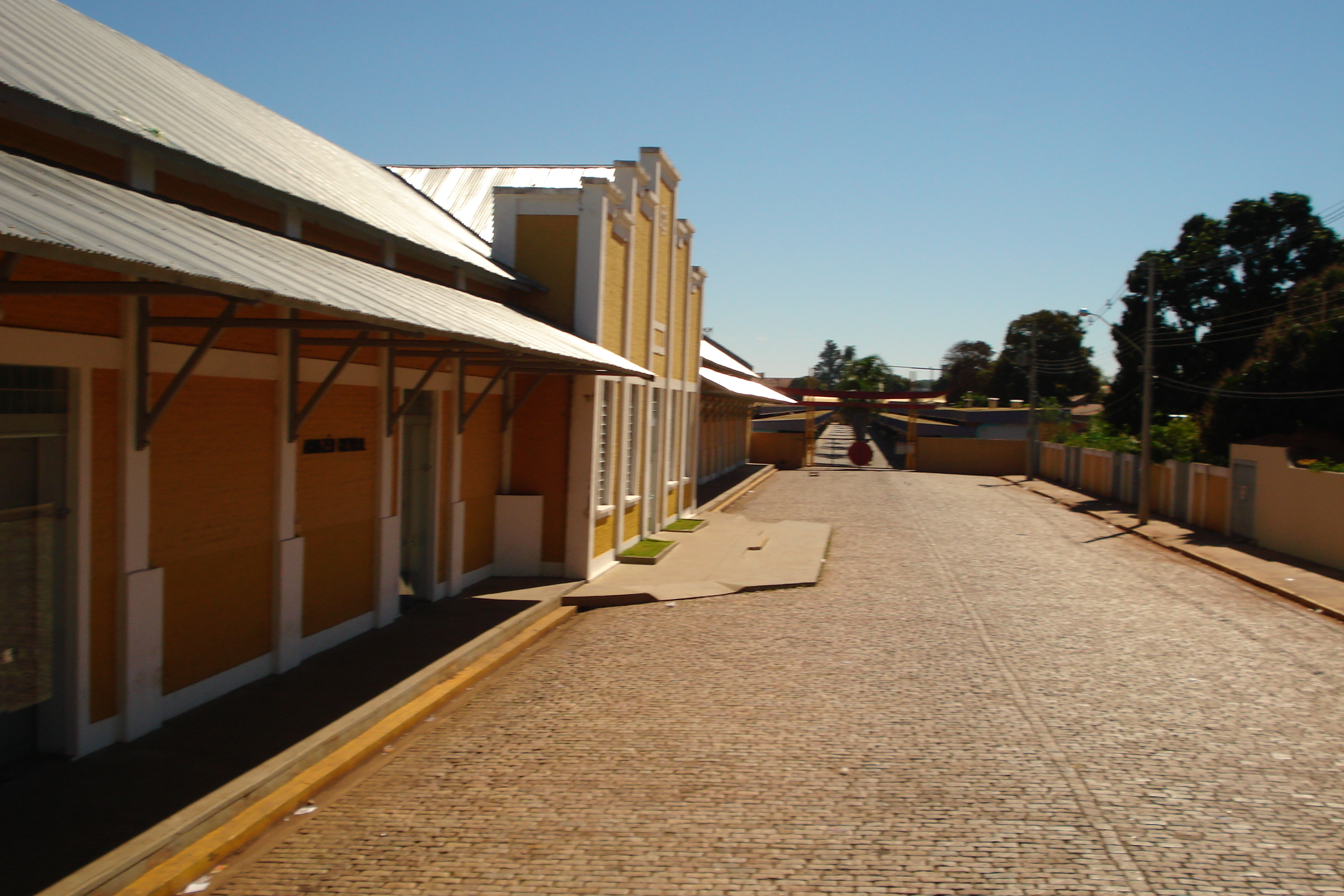
Armazém de cargas da Estação Ferroviaria de Campo Grande. Atual Armazém cultural

O Conjunto Ferroviário, também conhecido por Esplanada dos Ferroviários, é um centro cultural em que funcionam várias instituições, que está localizado no antigo terminal ferroviário da cidade de Campo Grande, no Mato Grosso do Sul.

## Histórico
Antiga Estação Ferroviária da Estrada de Ferro Noroeste do Brasil (N.O.B.), pertenceu a Novoeste, e à ALL. Atualmente pertence à Prefeitura de Campo Grande, comprada da ALL. A ferrovia teve uma importância enorme para o desenvolvimento do Estado.
Inaugurada oficialmente no dia 14 de outubro de 1914, compreende a Estação de Ferro Noroeste Brasil – NOB – e os prédios que a circundam. Com sua arquitetura industrial de influência inglesa, é uma das poucas cujas características originais ainda se mantêm no Brasil.
A Estação Ferroviária foi a leilão no dia 5 de março de 1996, passando então à administração da empresa Noel Group, que assumiu no dia 1 de julho de 1996. Após a privatização, foi desativado o trem de passageiros. Em 2004 a estrada de ferro teve seus trilhos arrancados do centro da cidade pelo então prefeito André Puccinelli porque atrapalhava o trânsito.

## Anexos
O espaço inclui:
- Armazém Cultural: centro cultural
- Arquivo Histórico de Campo Grande (ARCA): biblioteca que tem o objetivo de assegurar a proteção e a preservação da documentação arquivística de Campo Grande. Contém um acervo de sete mil discos de estilos musicais variados, que vão do erudito ao popular, e também é sede do coral municipal. No local, existe uma videoteca (5.000 discos entre clássicos e MPB), uma biblioteca, uma sala para audições e espaços para cursos gratuitos na área da música. Possui ainda uma coleção pequena de partituras, somente de músicas clássicas. O museu foi fundado em 19 de agosto de 1991. Recebe 10 visitantes por dia. Existe uma revista anual editada pela ARCA, com matérias específicas sobre o Município.
- Instituto Histórico e Geográfico de Mato Grosso do Sul (IHGMS): é um local que possui informações históricas e geográficas sobre o estado de MS. Possui quarenta lugares. Fundado em 1978, teve papel fundamental para o desenvolvimento da cultura do Estado. A partir de 2000 assume uma postura mais empresarial, buscando recursos regulares para sua manutenção e a realização de seus projetos mais imediatos, bem como uma proposta mais arrojada de participação dos destinos do Estado.
- Vila dos Ferroviários: Edificada ao lado da Estação Ferroviária, a vila começou a ser construída com o objetivo de agregar funcionários e seus familiares. A vila localiza-se em torno de uma ruela, próxima ao local do nascimento do ex-presidente Jânio Quadros, em 1917.